# Rosochata (gromada)
Rosochata – dawna gromada, czyli najmniejsza jednostka podziału terytorialnego Polskiej Rzeczypospolitej Ludowej w latach 1954–1972.
Gromady, z gromadzkimi radami narodowymi (GRN) jako organami władzy najniższego stopnia na wsi, funkcjonowały od reformy reorganizującej administrację wiejską przeprowadzonej jesienią 1954 do momentu ich zniesienia z dniem 1 stycznia 1973, tym samym wypierając organizację gminną w latach 1954–1972.
Gromadę Rosochata z siedzibą GRN w Rosochatej utworzono – jako jedną z 8759 gromad na obszarze Polski – w powiecie legnickim w woj. wrocławskim, na mocy uchwały nr 18/54 WRN we Wrocławiu z dnia 2 października 1954. W skład jednostki weszły obszary dotychczasowych gromad Rosochata, Jaśkowice Legnickie i Grzybiany ze zniesionej gminy Kunice, Piotrówek ze zniesionej gminy Ruja oraz Szczedrzykowice ze zniesionej gminy Prochowice w tymże powiecie. Dla gromady ustalono 17 członków gromadzkiej rady narodowej.
1 stycznia 1960 do gromady Rosochata włączono wieś Rogoźnik ze zniesionej gromady Tyniec Legnicki w tymże powiecie.
1 lipca 1968 gromadę zniesiono, a jej obszar włączono do gromad: Koskowice (wsie Rosochata i Grzybiany), Ruja (wsie Piotrówek i Rogoźnik) i Kunice (wieś Jaskowice) w tymże powiecie.